# چت‌ویند، بریتیش کلمبیا

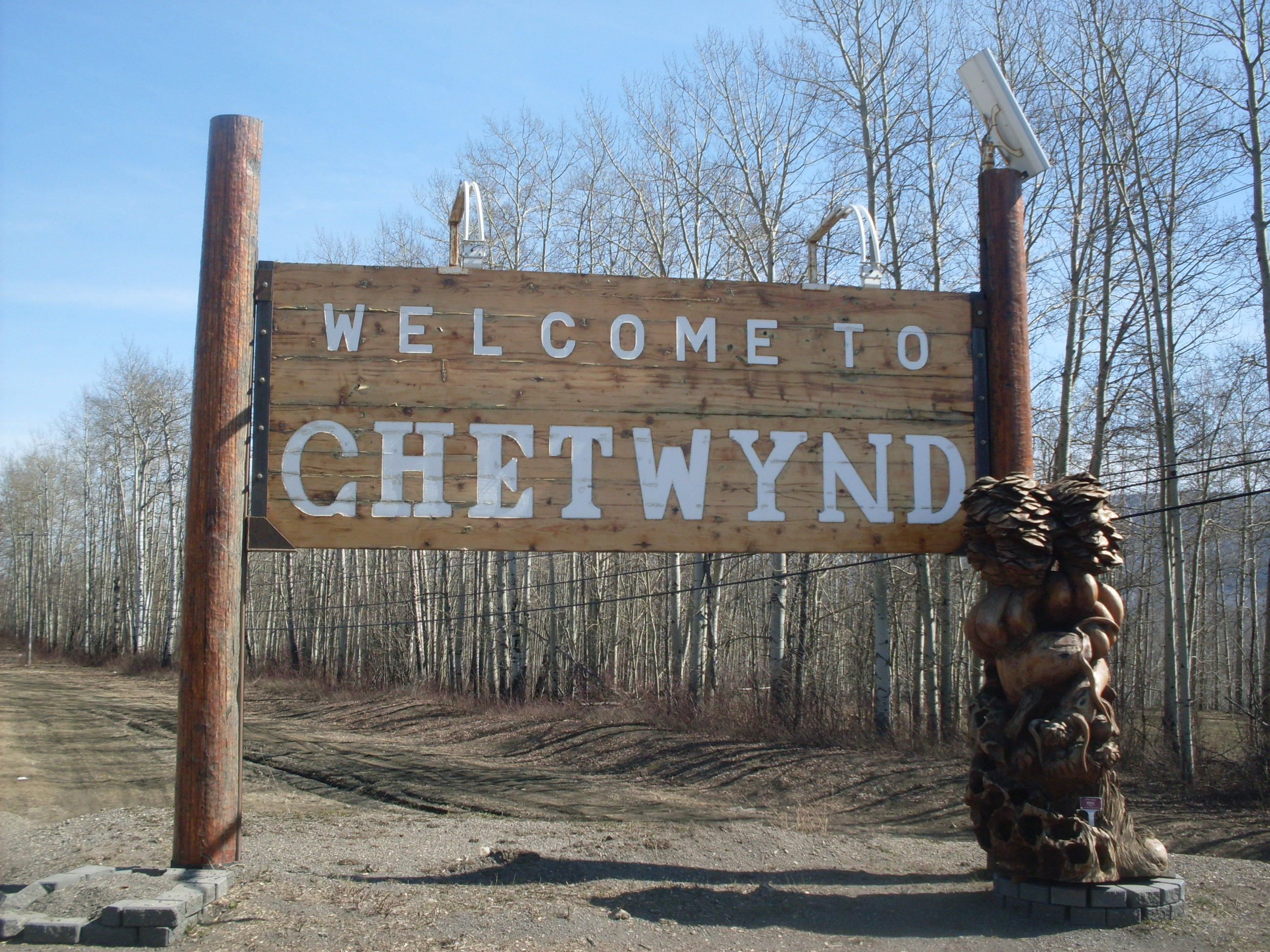
تابلوی خوش آمدید چت‌ویند

چت‌ویند (به انگلیسی: Chetwynd) یک شهری ناحیه‌ای واقع در دامنه رشته‌کوه راکی در شمال شرقی بریتیش کلمبیا در کانادا است.
چت‌ویند در یک دشت سیلابی باستانی واقع شده که مسافرانی که از سمت غرب می‌آیند پس از ظهور رشته کوه‌های راکی، در امتداد بزرگراه ۹۷ و به عنوان دروازه ورود به آنچه که به رودخانه آرامش کشور معروف است برای اولین بار با آن روبرو می‌شوند.
شهر چت‌ویند در دهه ۱۹۵۰ توسعه یافت و به عنوان نقطه انتقال در ساخت سد برق آبی در دهه‌های ۱۹۶۰ و ۱۹۷۰ مورد استفاده قرار گرفت. در دهه ۱۹۸۰ جمعیت ساکنان به حدود ۲٬۶۰۰ نفر افزایش یافت که هنوز به طور قابل توجهی کمتر از میانگین استانی است.